# Biserica Sfânta Maria din Sion
Biserica Sfânta Maria din Sion este o biserică aparținând cultului ortodox etiopian și se găsește în orașul etiopian Axum, în Statul Tigray. Aceasta este cea mai importantă și mai cunoscută biserică din această țară și se presupune că ar adăposti Chivotul Legământului. 

## Istorie

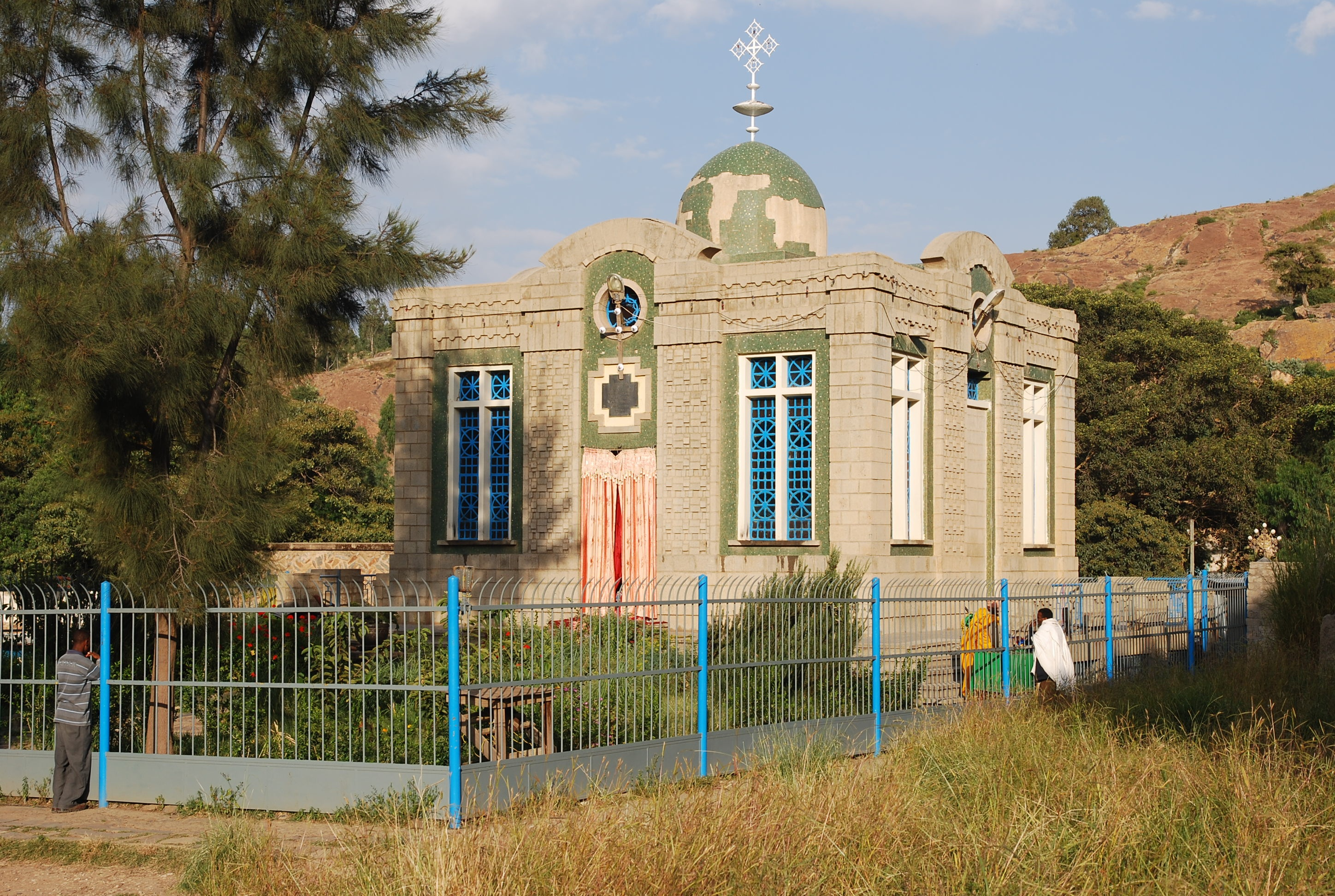
Capela în care se presupune că se află Chivotul Legământului.

Biserica Sfânta Maria din Axum a fost construită pentru prima oară în secolul al IV-lea de către regele Ezana (320-360), primul conducător creștin al Etiopiei. Locașul a devenit catedrala orașului și cea mai importantă biserică din regat, primul episcop ce a rezidat aici fiind Sfântul Frumentie. De asemenea, de-a lungul timpului edificiul a servit drept loc de încoronare al monarhilor etiopieni.
În secolul al X-lea, regina Gudit a ordonat jefuirea și incendierea multor biserici, printre care și a Sfintei Maria din Axum. Acest lucru se datorează faptului că Gudit era de religie iudaică și avea o mare antipatie pentru creștini. Cu toate acestea, după acest eveniment, biserica a fost reconstruită la o scară mai mare, devenind un edificiu impozant. În secolul al XVI-lea, în timpul campaniilor militare somaleze conduse de imamul Ahmad ibn Ibrahim al-Ghazi, biserica a fost din nou jefuită și distrusă. Reconstrucția ei se datorează regelui Gelawdewos (1540-1559), fiind apoi renovată și extinsă în timpul domniei lui Fasilides (1632-1667).
În anul 1950, regele Haile Selassie a construit o nouă catedrală modernă, lângă cea veche, atât pentru bărbați cât și pentru femei, întrucât în cea veche accesul femeilor era strict interzis. Noul edificiul are un dom imens și un turn-clopotniță destul de înalt. Biserica este un important loc de pelerinaj pentru ortodocșii etiopieni, aici având loc anual pe data de 30 noiembrie Festivalul Mariei Sionului. Altarul bisericii a fost adus din Israel de la Ierusalim, de aici și numele de Sion.

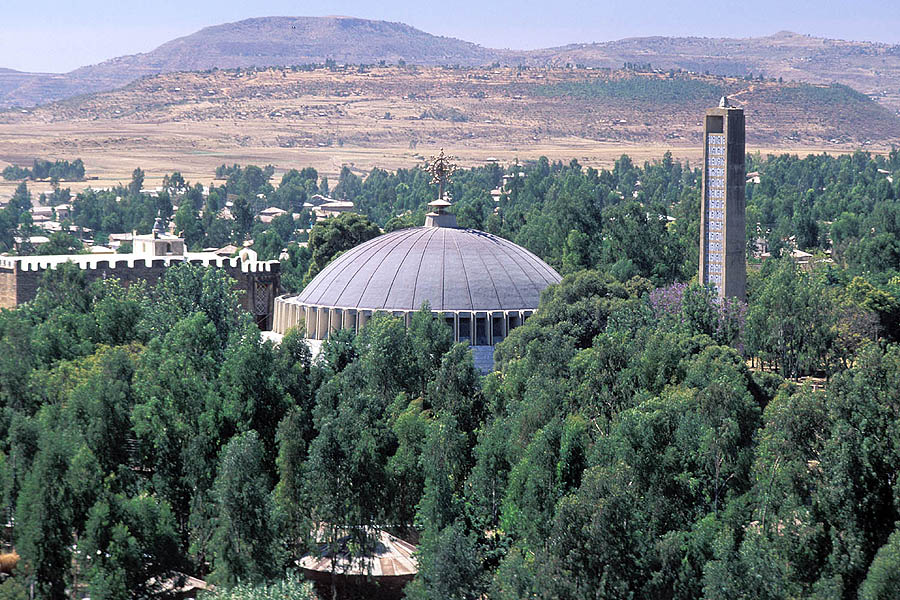
Noua biserică Sfânta Maria din Sion

### Chivotul Legământului
Conform tradiției etiopiene, într-o capelă din curtea vechii biserici se află Chivotul Legământului ce conține Tablele Legii date de Dumnezeu lui Moise pe Muntele Sinai. Tradiția face din regii etiopieni descendeți ai regelui Solomon. Potrivit legendei, regina din Saba ar fi revenit, în regatul său, însărcinată, iar fiul său, Menelik I, primul împărat al Etiopiei, ar fi fiul lui Solomon. Legenda precizează că tânărul prinț ar fi fost educat la Ierusalim pentru a se impregna de înțelepciunea tatălui său și ar fi adus cu sine chivotul în Etiopia. 